# Taag- en Rubicondreef en omgeving
Taag- en Rubicondreef en omgeving is een buurt of subwijk in de wijk Overvecht in Utrecht. Medio 2016 telde buurt/subwijk 4403 inwoners.
De buurt/subwijk wordt begrensd door de spoorlijn Utrecht - Amersfoort, de Brailledreef, de Zamenhofdreef, de Marnedreef en de Moezeldreef. Omliggende buurten/subwijken zijn Zamenhofdreef en omgeving, Neckardreef en omgeving, Wolga- en Donaudreef en omgeving en Tuindorp.

Aan de Vader Rijndreef vindt men het Trajectum College.

## Bijzonderheden
- Het Station Utrecht Overvecht bevindt zich in deze buurt/subwijk.
- Enkele straatnamen, zoals de Van Brammendreef, de Teun de Jagerdreef en de Stastokdreef zijn genoemd naar personages uit de verhalenbundel Camera Obscura van Nicolaas Beets.

### Herinrichting
In 2026/2027 worden de Taagdreef Rubicondreef en omgeving opnieuw ingericht, waarbij 7.250 vierkante meter extra groen wordt geplaatst en een aantal straten volledig opnieuw wordt ingericht.

## Lijst van straatnamen in de buurt
Aïdadreef
- Arabelladreef
- Arnodreef
- Brailledreef
- Bruisdreef
- Butterflydreef
- Camera Obscuradreef
- Carmendreef
- De Charmantedreef
- Don Carlosdreef
- Dorbeendreef
- Ebrodreef
- Faustdreef
- Fideliodreef
- Haarlemmerhoutdreef
- Henriëttedreef
- Hildebranddreef
- Keggedreef
- La Bohèmedreef
- La Traviatadreef
- Lohengrindreef
- Mignondreef
- Moezeldreef
- Nabuccodreef
- Normadreef
- Oberondreef
- Othellodreef
- Parsifaldreef
- Rhônedreef
- Rietheuveldreef
- Rigolettodreef
- Rubicondreef
- Salomedreef
- (Speeldreef)
- Stastokdreef
- Suze Noiretdreef
- Taagdreef
- Tannhäuserdreef
- Teun de Jagerdreef
- Tiberdreef
- Toscadreef
- Turandotdreef
- Vader Rijndreef
- Van Brammendreef
- Winterboeidreef
- Zamenhofdreef

## Galerij

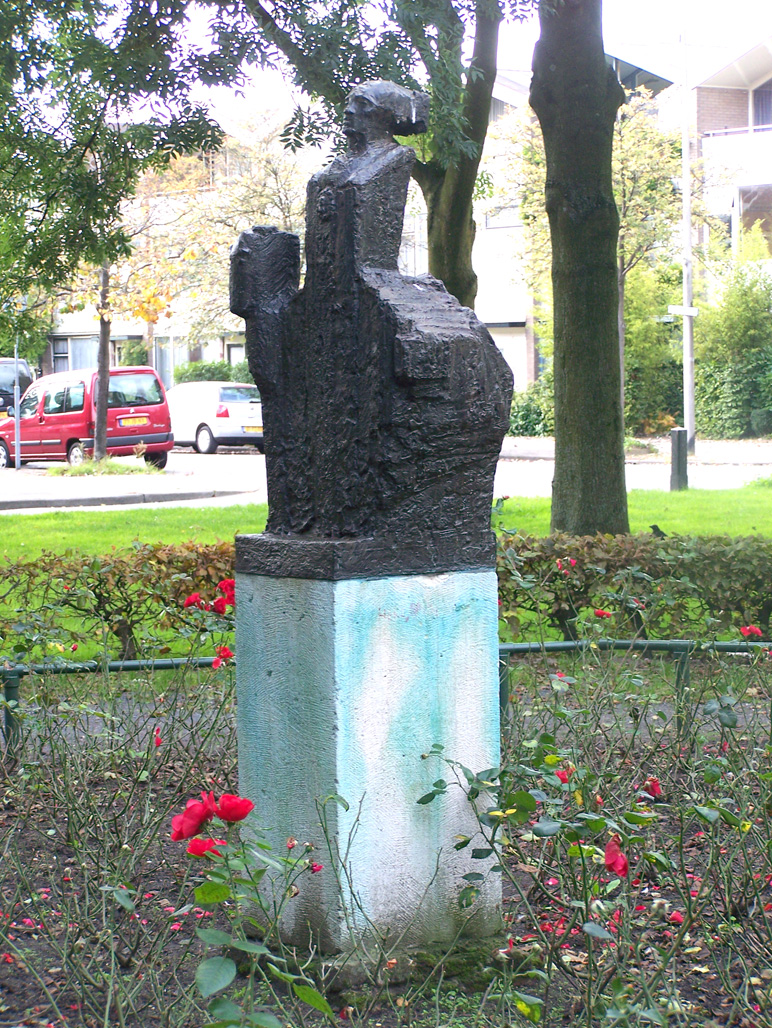
Beeld van Grootmoeder Kegge aan de Keggedreef (De familie Kegge van Hildebrand)
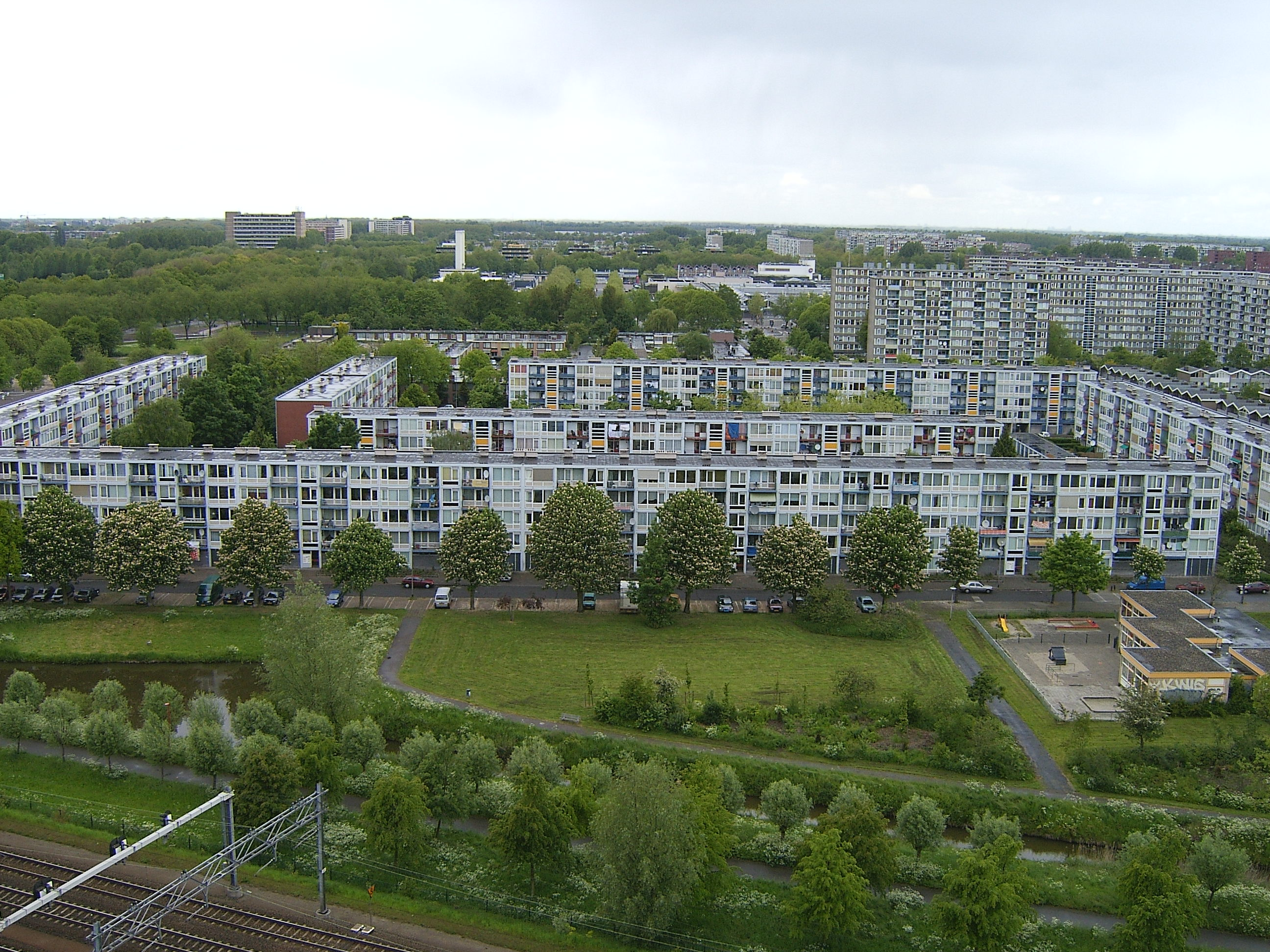
Zicht op Van Brammendreef en achterliggende straten